# Hofburg
Hofburg je kompleks imperijalnih palata u samom centru Beča i zvanična rezidencija predsednika Republike Austrije. Od 1438. do 1583. i od 1612. do 1806. godine zdanje Hofburga bilo je rezidencija kraljeva i imperatora Svetog rimskog carstva, te potom imperatora Austrougarske do 1918. godine.
Veliki kompleks Hofburga leži u samom centru Beča duž Ringstrasse, sve do trgova Josefsplatz i Michaelerplatz.
Hofburg je dograđivan i proširivan brojnim rezidencijama (najstarija je Amalienburg), kapelama (Hofkapelle i Burgkapelle), muzejima (Naturhistorisches Museum i Kunsthistorisches Museum), Carskom bibliotekom (Hofbibliothek), Dvorskom riznicom (Schatzkammer), nacionalnim teatrom (Burgtheater), školom jahanja (Hofreitschule) i konjskim štalama (Stallburg i Hofstallungen) sve do adaptacije krila Redoutensaele u Kongresni centar - 1998.

## Spoljašnje veze
- Službene stranice Hofburga (језик: енглески)
- Hofburg na portalu Encyclopædia Britannica Online (језик: енглески)
- Hofburg Congress Centar (језик: енглески)
- Hofburg Orkestar (језик: енглески)